# 巴西希望
巴西希望（缩写为FE Brasil）是巴西的一个政党联盟，由劳工党、巴西共产党、绿党于2022年4月18日创建，该联合旨为2022年大选做准备。   

## 历史

### 背景
2017年，巴西国民议会批准了一项宪法修正案，废除了立法联盟，并确立了接受政党补贴的选举门槛。选举改革旨在减少巴西政党的有效数量。改革后，较小的政党希望建立一个新机制，帮助他们赢得席位，许多人提出不可转移单票制。2021，批准建立以广泛阵线模式为基础的政党联合。
联合被批准后，开始谈判组建中左翼联合，在2021年底，劳工党、巴西社会党、社会主义和自由党、巴西共产党、绿党开始正式谈判组建联合。社会主义和自由党很快退出了谈判，开始更倾向于与可持续发展网络党联合。劳工党与巴西社会党之间的谈判则进入了后期阶段，当时巴西社会党的大多数政治家都希望加入劳工党领导的联合，但之后因为在圣保罗问题上存在分歧，特别是在州长和市长候选人的问题，巴西社会党最终决定不加入联合。

### 形成
2022年4月，劳工党、巴西共产党、绿党，共同批准了成立联合，随后将其提交给了高等选举法院。之后被批准，联合正式成立。

## 组成
该联合由三个政党组成：
| 政党 | 政党 | 政党       | 葡萄牙语                    | 缩写  | 领导人           | 意识形态     | 政治立场       | 众议院   | 参议院 |
| ---- | ---- | ---------- | --------------------------- | ----- | ---------------- | ------------ | -------------- | -------- | ------ |
|      |      | 劳工党     | Partido dos Trabalhadores   | PT    | 格列西·霍夫曼    | 社会民主主义 | 中间偏左至左翼 | 67 / 513 | 9 / 81 |
|      |      | 巴西共产党 | Partido Comunista do Brasil | PCdoB | 卢西亚娜·桑托斯  | 共产主义     | 左翼           | 6 / 513  | 0 / 81 |
|      |      | 绿党       | Partido Verde               | PV    | 何塞·路易斯·佩那 | 绿色政治     | 中间至中间偏左 | 6 / 513  | 0 / 81 |

## 组织
政党联合领导层会议由一名主席和两名副主席组成，任期为一年，由组成联合的每一政党缔约方的主席轮流担任，并可通过一致决定续任。在第一次选举后，格列西·霍夫曼（劳工党）担任巴西希望联合主席，而卢西亚娜·桑托斯（巴西共）则担任第一副主席，何塞·路易斯·佩那（绿党）担任第二副主席。
除这三个领导职位外，联合大会是最高决策机构，由60名成员组成，其中9个席位平均分配（各政党3席），另外51个席位按2018年众议院选举中各政党获得的选票比例分配。联合的全国执行委员会有18名成员。每个政党的主席都是委员会的自然成员，其他15名成员按照在2018年众议院选举中获得的选票比例分配。

## 选举历史

### 国会选举
| 选举年 | 众议院     | 众议院 | 众议院   | 众议院 | 联邦参议院 | 联邦参议院 | 联邦参议院 | 联邦参议院 | 政治地位 |
| 选举年 | 得票数     | %      | 席位     | +/–    | 得票数     | %          | 席位       | +/–        | 政治地位 |
| ------ | ---------- | ------ | -------- | ------ | ---------- | ---------- | ---------- | ---------- | -------- |
| 2022   | 15,354,125 | 13.93% | 81 / 513 | 新     | 13,231,163 | 13.01%     | 9 / 81     | 新         | 执政联盟 |

## 关联组织
- 巴西社会党
- 社自－网络联合